# ヒトの性反応周期
性科学において初めて提唱されたヒトの性反応周期（ヒトのせいはんのうしゅうき、英: Human sexual response cycle）は、マスターズとジョンソンにより提示された性的刺激に対する生理的反応の4段階モデルである。発生順に、興奮期、平坦期、オーガズム期、消退期と呼ばれる。この生理的反応モデルは、ウィリアム・H・マスターズ（William H. Masters）とヴァージニア・E・ ジョンソン（Virginia E. Johnson）が1966年に発表した共著『Human Sexual Response（人間の性反応）』で初めて定式化された。以来、モデルの正確性について疑念が提出され、人間の性反応周期に関する他のモデルが数人の学者によって提案されてきた。

## マスターズとジョンソンの4段階モデル

### 興奮期
興奮期（英: (initial) excitement phase, arousal phase）は、ヒトの性反応サイクルの最初の段階であり、接吻や愛撫、性的な空想、性的画像の閲覧など、身体的または精神的な性的刺激によって性的興奮が引き起こされる段階である。この段階では身体は性交の準備を整え、まず平坦期へと移行する。前戯の持続時間や刺激方法の好みには、広範な社会文化的差異が存在する。前戯中の身体的・感情的な相互作用と性感帯への刺激は、通常、少なくともある程度の初期興奮を確立する。

#### 両性における興奮期
男女共に、興奮期には心拍数、呼吸数、血圧が上昇する。2006年の調査によると、若い女性の約82%、若い男性の約52%が乳首への直接刺激によって性的興奮が生じたり高まったりし、逆に興奮が低下したと報告した人は7～8%に過ぎなかった。皮膚の血管充血（いわゆる性的潮紅）は、女性の約50～75%、男性の約25%に発生する。性的潮紅は気温が高いほど発生しやすく、気温が低いと全く現れないこともある。
女性では性的潮紅の際に乳房の下に桃色の斑点が現れ、それが乳房、体幹、顔、手、足の裏、場合によっては全身に広がる。血管充血は性的興奮時にクリトリスと膣壁が黒ずむ原因でもある。男性では性的潮紅での皮膚の色調変化は女性ほど一貫して現れないが、通常は心窩部（上腹部）から始まり、胸全体に広がり、その後首、顔、額、背中、場合によっては肩や前腕にまで及ぶ。性的潮紅は通常オーガズム後すぐに消退するが、これには最大で2時間ほどかかる場合もあり、同時に激しい発汗が起こることもある。潮紅は現れた順序と逆の順序で消えていく。
この段階では男女共に、自発的／不随意的に特定の筋肉群の筋緊張（筋強直）が上昇し始める。外肛門括約筋は接触時（または接触なしのオーガズム中に後から）にランダムに収縮する場合がある。

#### 男性における興奮期
男性の場合、興奮期の始まりは、陰茎が部分的または完全に勃起した時点で観察される。これは多くの場合、わずか数秒の性的刺激の後に発生する。興奮期が長引くと、勃起は部分的に消失し、再び回復するプロセスが繰り返し起こることがある。両側の精巣は会陰部方向へ引き上げられる。特に包茎手術を受けた男性では勃起を収容する皮膚の量が少ないため、この現象が顕著になる。また勃起の過程で陰嚢が緊張し、皮膚の厚みを増すこともある。

#### 女性における興奮期
女性の場合、興奮期は数分から数時間に及ぶ場合がある。血管充血が始まり、女性の陰核、小陰唇、膣が腫脹する。膣口を囲む筋肉が緊張し、子宮が上昇し拡大する。膣壁は潤滑性のある膣液を分泌し始める。一方、乳房はわずかに大きくなり、乳首は硬くなり勃起する。

### 平坦期
平坦期（英: plateau phase）は、オーガスムに至る前の性的興奮の段階である。この段階では、男女ともに循環血行と心拍数が上昇し、刺激の増加に伴い性的快感が強まり、筋緊張がさらに高まっていく。また呼吸数も高いレベルを維持する。平坦期が長く続き、オーガスム期に進行しない場合、性的欲求不満に繋がる可能性がある。

#### 男性における平坦期
この段階では男性の尿道括約筋が収縮し（尿と精液の混合や逆行性射精を防ぐ）、陰茎基部の筋肉が持続的なリズムのある収縮を開始する。男性は精液や尿道球腺液を分泌し始め、精巣が体に近い位置に上昇する。

#### 女性における平坦期
女性の平坦期は、基本的に興奮期に見られる変化の継続である。陰核は非常に敏感になり、僅かに後退し、バルトリン腺は更に潤滑液を分泌する。膣の外側の1⁄3の組織が腫脹し、恥骨尾骨筋が収縮し、膣の開口部の直径が縮小する。マスターズとジョンソンは、この変化（する部位）を「オルガスムプラットフォーム」と呼んでいる。

### オーガズム期
オーガズムは男性と女性の両方が経験し、性反応周期の平坦期を終了させる。オーガズムは、肛門と主要な性器を囲む下腹部の筋肉の急速な収縮サイクルを伴う。オーガズムは発声や体の他の部位の筋肉の痙攣といった他の不随意行動を伴い、一般的に多幸感を感じることが多い。心拍数は更に増加する。タントラ的性行為の実践では、性交においてしばしば一般的な目標であるオーガズムを達成するという目標を弱めようとする場合がある。

#### 男性におけるオーガズム期
男性のオーガスムは通常、射精と関連している。射精のたびに、特に陰茎とその周囲で持続的な性的快楽の脈動が伴う。脊椎下部や腰部に強い感覚を感じることもある。最初の痙攣と2回目の痙攣は通常、感覚の強度が最も高く、最も多くの精液を放出する。その後、収縮するたびに精液の量が減少し、快楽の感覚も穏やかになる。

#### 女性におけるオーガズム期
女性は子宮と膣の収縮を経験する。女性のオルガスムは個人差が非常に大きく、通常、膣の潤滑液の増加、膣壁の収縮、および全体的な快感を伴う。一部の女性では、女性射精と呼ばれる現象を経験することがある。

### 消退期
消退期（英: resolution phase）はオーガズム後に発生し、筋肉が弛緩し、血圧が下がり、体が興奮状態から落ち着いていく。不応期（英: refractory period）は消退期の一部であり通常男性が再びオーガズムに達することができない期間を指すが、女性も不応期を経験することがある。

#### 男性における消退期
マスターズとジョンソンは、陰茎の萎縮を2段階に分けて説明している。第1段階では、陰茎は勃起状態から、弛緩状態より約50%大きい状態まで縮小する。これは不応期に発生する。第2段階（不応期終了後）では、陰茎のサイズが縮小し、弛緩状態に戻る。不応期中に男性がオーガズムに達することは一般的に不可能である。マスターズとジョンソンは、消退期が終了するまで、男性が再び興奮状態になることはできないと主張している。
不応期のため、男性が1周期の間に複数回のオーガズムに達することは稀であるが、一部の男性は、特に射精を伴わない場合で複数回の連続したオーガズムを経験したという報告もある。複数回のオーガズムは、高齢男性よりも非常に若い男性に多く報告されている。若い男性では不応期は数分間しか続かない場合もあるが、高齢男性では1時間以上続くこともある。

#### 女性における消退期
マスターズとジョンソンによると、女性は効果的な刺激があれば直ちに再びオーガズムに達することができる。その結果、比較的短時間で複数回のオーガズムを経験し得る。通常は女性は不応期を経験しないため、最初のオーガズムの直後に追加のオーガズム、あるいは複数回のオーガズムを経験できると報告されているが、一部の資料では女性も男性と同様に不応期があり、追加の性的刺激を受けても興奮を引き起こさない場合があるという。一部の女性では絶頂後に陰核が非常に敏感になり、追加の刺激に痛みを感じることがある。最初のオーガズムの後に刺激が蓄積されるにつれて、女性はその後のオーガズムをより強く、より快感に感じることがある。

### 男女間における相似点と相違点
マスターズとジョンソンは、多少の差異はあるものの男性と女性の性的反応は根本的に類似していると主張している。しかし他の研究者達は、男女の反応には多くの違いがあると指摘している。まずマスターズとジョンソンは、男性については1つのモデルを、女性については3つの異なるモデルを提示した。彼らは男性の性的反応は皆同様で持続時間のみが異なるため、異なるモデルを示すことは重複に当たると述べた。一方で女性は、強度と持続時間の両面で反応が異なる場合があると述べている。この変動は、心理学者の誰もがこのモデルに当てはまるわけではないと主張しており問題となる可能性がある。例えば、殆どの女性は挿入性交中にオーガズムに達しない。マスターズとジョンソンはまた、興奮期において男性の勃起と興奮期における女性の膣の潤滑を同一視しているが、ロイ・レヴィンはこの観察は誤りであると述べている。女性の陰核は、男性の陰茎に解剖学的に対応しており、陰核の腫脹が男性の勃起に相当する。
もう一つの側面は、主観的な性的興奮と性器の興奮が一致しないという点である。メレディス・L・チヴァースとJ・マイケル・ベイリーの研究によると、男性はカテゴリー特異的な興奮を示す傾向、即ち好みの性別に対して性的興奮を示す傾向がある。一方で女性はカテゴリー非特異的であり、彼女らの性器は好みの性別と好みでない性別の両方に対して興奮を示すとされる。例えば、女性が男性と女性が性行為を行う場面に対して主観的に興奮すると報告した場合でも、彼女らの性器は男性同士が性行為を行う場面、女性同士が性行為を行う場面、さらには非ヒト動物が性行為を行う場面に対しても性的な興奮を示す。
概してマスターズとジョンソンのモデルは、女性の性反応よりも男性の性反応をより適切に説明しているように見受けられる。

### 批判
マスターズとジョンソンのモデルに基づく研究が数多く行われてきた。しかし性反応の段階に関する記述には不正確な点が幾つか見つかった。例えばロイ・レヴィンは、このモデルで考慮されていない幾つかの点を指摘した。まず、マスターズとジョンソンは興奮期には膣のみが潤滑されていると述べている一方、レヴィンは外陰部が自ら潤滑液を生成すると主張している。またレヴィンは、女性における生理的興奮の最初の兆候は膣への血流増加であり、潤滑ではないことを示す研究結果も示している。更に彼は男性と性的反応に関する知見を否定している。マスターズとジョンソンは快楽は射精量と正の相関関係にあると報告しているが、ローゼンバーグ、ハザード、トールマン、オールらは男性グループにアンケートを実施し、身体的快楽は射精量よりも射精の強さと相関関係にあると回答した男性が有意に多かったことを明らかにした。更にマスターズとジョンソンの報告に反して、一部の男性は複数回のオーガズムを経験できることを発見した研究者もいる。
一部の研究者は、マスターズとジョンソンが性的反応を単なる生理学的現象として定義している点についても批判している。例えばエヴェラールとラーンは、性的興奮は男性と女性双方において感情的な状態として定義できると指摘している。他の研究者は、女性の主観的な性的興奮と性器の興奮とが一致していないことを指摘している。ローズマリー・バッソンは、このモデルが女性の性的反応を適切に説明できていないと主張し、特に長期的な関係にある女性の場合にその傾向が顕著だと指摘している。

## 他のモデル
マスターズとジョンソンが著書を出版した直後、複数の学者が彼らのヒト性反応周期モデルを批判した。例えばヘレン・シンガー・カプランは、マスターズとジョンソンは性反応を生理学的観点からのみ評価しているが、心理的、感情的、認知的要因をも考慮する必要があると主張した。その結果彼女は、欲望、興奮、オーガズムの3段階からなる性反応周期モデルを提唱した。カプランは、これらの3つの段階は相互に関連しているものの、それぞれ異なる神経生理学的メカニズムを持つと主張している。同様に、ポール・ロビンソンは興奮期と平坦期は同じであると主張し、マスターズとジョンソンの研究が興奮期の終了と平坦期の開始を明確に区別していないことを批判した。

### シンガーの性的興奮モデル
バリー・シンガー（Barry Singer）は1984年に性的興奮の過程に関するモデルを提示し、人間の性的反応は3つの独立した、しかし通常は連続した各要素から成るものとして概念化した。
最初の段階である「美的反応」は、魅力的な顔や体型に気づいた際の感情的な反応である。この感情的な反応によって、魅力的な対象への注意が高まり、通常は頭や目の動きが魅力的な対象に向けられる。第2段階の「接近反応」は第1段階から進展し、対象に向かう身体的な動きを伴う。最終段階の「性器反応」では、注意と接近の両方によって、性器の勃起といった身体的反応が生じる。シンガーは他の自律神経反応も存在することを指摘しつつも、研究文献によると男性においては性器反応が最も信頼性が高く測定しやすいと述べている。

### バッソンの性反応周期
2000年、ローズマリー・バッソン（Rosemary Basson）は、女性の性的反応に特化した人間の性的反応サイクルの代替モデルを提示した。バッソンは性衝動、性的動機、性的調和、オーガズムの能力における男女差が、性反応の代替モデルの必要性の根底にあると主張している。「人間の性反応」は欲望から始まり、興奮、オーガズム、そして解消へと進む線形モデルであるが、バッソンの代替モデルは循環的である。女性が親密さの必要性を感じることから始まり、これにより女性は性的な刺激を求めて受け入れるようになる。すると女性は性的な興奮と性的な欲望を同時に感じる。このサイクルにより、親密さが増すという。
他の研究者達がこの新しいモデルを用いて女性の性機能を評価しようと試みたが、矛盾する結果が得られた。ジャイルズとマッケイブによる研究では、性反応の線形モデルは女性の性機能（および性機能不全）の良好な予測因子であるのに対し、循環モデルは予測因子として不良であるとされたが、モデル経路を修正したところ、循環モデルは性機能の優れた予測因子となった。またマレーシアの女性を対象とした別の研究では、循環モデルが女性の性欲と興奮の予測因子として良好な結果を示した。循環モデルが女性の性的反応をより正確に説明できるかを示すためには、この分野でさらなる研究を行う必要がある。
バッソンは、自発的な性欲の欠如を女性の性機能不全の兆候と解釈すべきではないと強調している。多くの女性は性行為を行う際に、性的興奮とそれに応える欲求を同時に経験しているからである。

### トーテスの外的・内的動機モデル（インセンティブ・モチベーション モデル）
フレデリック・トーテス（Frederick Toates）は2009年に、インセンティブ・モチベーション理論と行動の階層的制御の原理を組み合わせた、性的動機、興奮、行動のモデルを提示した。性的な動機付けの基礎となるインセンティブ・モチベーションモデルは、性的な欲望が、敏感な性反応系と環境に存在する刺激との相互作用から生じる、即ち環境中のインセンティブ刺激が神経系に侵入し、その結果性的なモチベーション（動機付け）が生じると示唆している。ポジティブな性的経験はモチベーションを強化し、ネガティブな経験はそれを低下させる。モチベーションと行動は階層的に構成されており、それぞれが直接的（外部刺激）要因と間接的（内部認知）要因の組み合わせによって制御される。行動の興奮と抑制は、この階層構造のさまざまなレベルで作用する。例えば、外部刺激は意識下のレベルで性的興奮とモチベーションを直接的に刺激する一方、内部認知は性的イメージの意識的な表象を通じて間接的に同じ効果を引き起こす可能性がある。抑制の場合、性的行動は積極的または意識的なもの（例：性行為をしないことを選択する）であるか、消極的または無意識的なもの（例：恐怖のため性行為ができない）である可能性がある。トーテスは外的刺激に加えて認知的表象を考慮することの重要性を強調し、性的興奮と動機付けを引き起こす上で、インセンティブの心的表象は興奮性の外的刺激と置き換え可能であると提言している。
研究者達は、このモデルは性欲が自発的なものではないという考えを支持すると主張している。更にこのモデルは、性欲を感じるから性行為を行うのではなく、性行為を行うからこそ性欲を感じるという点を示唆している。

### バンクロフトとヤンセンの二重制御モデル（デュアルコントロールモデル）
キンゼイ研究所に以前所属していたジョン・バンクロフト（John Bancroft）とエリック・ヤンセン（Erick Janssen）が考案したこのモデルは、性反応の個人差を考察している。彼らは、この個人差は個人の性的興奮システム（sexual excitation system; SES）と性的抑制システム（sexual inhibition system; SIS）の相互作用に依存すると仮定している。エミリー・ナゴスキーの自己啓発書『Come as You Are』で広く知られるようになり、SESは性的反応の「アクセル」、SISは「ブレーキ」と表現されている。SIS/SES質問票は、個人のSISとSESのレベルを評価するために開発された。SIS/SES質問票の因子分析により、1つの興奮因子と2つの抑制因子が明らかにされた。2つの抑制因子は、SIS1（パフォーマンス失敗の脅威による抑制）とSIS2（パフォーマンスの結果の脅威による抑制）と解釈された。
SIS/SES質問票は当初男性を対象に開発されたものであったが、その後女性においても統計的有効性が確認されている。それにも拘らず、グラハムとその協力者はSESII-W（女性用性的興奮／性的抑制評価尺度）を作成した。女性を対象としたグループでは、オリジナルのSIS/SES質問票では性的パートナー間の感情的な関係性が充分に反映されていないことが指摘された。SESII-Wの因子分析では、性的な興奮（SE）と性的な抑制（SI）の2つの因子しか存在しないことが明らかになった。これは、SIS/SES質問票のジェンダーに関する内部の不一致を示唆している可能性がある。SESII-Wの低次因子の一つである「興奮時の不測の出来事 (Arousal Contingency)」は特に重要で、この因子は性的興奮が容易に中断されることを説明している。
これら2つの質問票の違いにもかかわらず、両調査の得点はいずれも正規分布を示しており、性的興奮と抑制において正常な個人差があるという仮説を裏付けている。オリジナルのSIS/SES質問票では、男性と女性のスコアにかなりの重なりがあるにも拘らず統計的に有意な性別差が観察されている。平均すると、男性は性的興奮のスコアが高く、性的抑制のどちらの側面でも女性より低いスコアを示している。男女間のスコアに違いが見られる理由は、明確には説明されていない。
性的興奮と抑制のシステムにおける個人差の原因は、現在も明確に解明されていない。またこれらのシステムが個人の中でどのように発達するかについては、更に解明が進んでいない。初めての自慰行為の年齢は、性的な発達を評価するための指標として使用されてきた。自慰行為の開始年齢は、女子では男子よりも遥かにばらつきが大きく、男子は思春期に近い時期に始まる傾向がある。この性差が生物学的な要因によるものか、社会文化的価値観の影響によるものか、まだ明確にされていない。ある双生児研究ではSISの要因の両方の遺伝率を示す証拠が発見されたが、一方でSESのばらつきは環境要因によるものであると示唆されている。
性機能に関する研究の大半は異性愛者の参加者のみを対象としており、二重制御モデルの一般化可能性は限られている。異性愛者とゲイの男性を比較したある研究では、ゲイの男性はSIS2のスコアは同程度であったが、SIS1とSESのスコアは有意に高かったことが示された。異性愛者、レズビアン、バイセクシュアルの女性を対象としたSESII-Wのスコアでは、バイセクシュアルの女性はSESで他のグループよりも高いスコアを示し、異性愛者の女性はレズビアンとバイセクシュアルの女性の両方よりもSISのスコアが高かったことが判明した。性的指向と性的興奮性についてより幅広い視点を得るためには、二重制御モデルを用いた研究を更に進める必要がある。

## 性機能障害
「人間の性反応」は、男女の性機能障害の研究と分類の基盤を築いた。性機能障害は、性的欲求の障害、性的興奮の障害、オルガズム障害、性交疼痛障害に分けられる。これらの分類はDSM-IV-TRまで維持されていた。しかし最近の研究では、これらの機能障害をより適切に治療するために、現在の性反応モデルを見直す必要があることが示唆されている。その理由の一つは、女性の性機能障害には相当な重複があることである。ある研究では、性欲減退障害（Hypoactive sexual desire disorder; HSDD）の患者のうち、41%の女性に少なくとも1つの性機能障害があり、18%は3つのカテゴリー（欲求、興奮、オルガスム障害）の診断を受けていた。
もう一つの問題は、女性において欲望と性的興奮の間に乖離があることである。シンシア・グラハムが女性性欲障害（Female sexual arousal disorder; FSAD）を批判的に評価した結果、女性はマスターズとジョンソンのモデルとは異なり、性的興奮が性欲に先立つ場合もあれば、逆に性欲が興奮に先立つ場合もあると報告した。HSDDとFSADの併存率が高いことから、グラハムはこれらを統合して「性的関心／興奮障害」というカテゴリーを提案した。ハートマンらは現在の性反応周期モデルに関する見解をまとめ、「DSM-IVの基準と従来の反応サイクル分類システムを単純に拡張・継続するだけでは、現実の女性の性的問題を適切に反映する診断カテゴリーやサブタイプを導き出すことは不可能である」と結論付けている。
2014年に改定されたDSM-5では性機能障害以下の分類が解体され、
- 男性：男性の性欲低下障害、勃起障害、早漏、射精遅延、

- 女性：女性の性的関心・興奮障害、性器‒骨盤痛・挿入障害、女性オルガズム障害、
- その他

に再編された。